# Duplicazione genica
La duplicazione genica è il processo che porta alla formazione, all'interno di un genoma, di due o più copie di uno stesso gene, con sequenze nucleotidiche identiche o molto simili.
Il meccanismo principale alla base della duplicazione genica è il crossing-over ineguale, derivante da piccoli errori d'appaiamento dei cromosomi omologhi durante la meiosi.
La duplicazione genica ha un notevole vantaggio evolutivo, poiché le copie multiple di un gene possono andare incontro a diverse mutazioni senza alterare il fenotipo dell'individuo; infatti, il prodotto del gene funzionale assicura una normale attività biologica. Le mutazioni che si accumulano all'interno dei geni duplicati possono portare alla formazione di geni inattivi, come accade per gli pseudogeni, ma in alcuni casi possono produrre geni diversi da quello originario, codificanti per proteine con strutture e funzioni diverse. I geni che derivano da quest' evoluzione divergente, sono detti geni paraloghi, ad esempio i geni umani delle globine alfa e beta, i quali derivano da un unico gene ancestrale che ha subìto duplicazione genica.
I geni paraloghi si distinguono da quelli ortologhi, che sono geni omologhi, presenti in specie diverse ma correlate, che codificano per proteine che hanno funzioni simili e che si sono separati non per un evento di duplicazione ma in seguito a speciazione (separazione delle specie).